# 齊樂郡
齐乐郡，中国南北朝时设置的郡。
- 南齐齐武帝时置齐乐郡，属广州。下辖希平县、观宁县、臻安县、宋平县、绥南县，治所在希平县（今广东省连山壮族瑶族自治县北）。南梁属衡州，南陈属西衡州，下辖熙平县、观宁县、武化县，隋开皇九年（589年）废齐乐郡。熙平县、武化县属连州。
- 南齐置齐乐郡，属益州。治所在齐乐县（今四川省眉山市西北丹棱县东北二十里）。辖境相当今四川省丹棱县、洪雅县二县及眉山市西部地。北周明帝时改为齐乐县。